# Bunker Hill Monument
Das Bunker Hill Monument ist ein 211 ft (64,3 m) hoher Granit-Obelisk mit 294 Stufen, der zwischen 1827 und 1843 in Charlestown zu Ehren der Schlacht von Bunker Hill errichtet wurde. Er gehört zum Boston National Historical Park, einer Gedenkstätte vom Typ eines National Historical Parks  und wird vom National Park Service verwaltet.
Bereits 1794 war durch die Freimaurerloge König Salomo eine 18 ft (5,5 m) hohe hölzerne Säule mit einer vergoldeten Urne zu Ehren des während der Schlacht gefallenen Freimaurers Joseph Warren errichtet worden. 1823 trat eine Gruppe prominenter Bürger zur „Bunker-Hill-Gesellschaft“ zusammen, um ein beständigeres und auffälligeres Monument zur Erinnerung an die Schlacht zu errichten und der bekannte Philanthrop des 19. Jahrhunderts Amos Lawrence spendete 10.000 US-Dollar für dessen Bau. Die Gesellschaft berief einen künstlerischen Rat, dem Daniel Webster, Gilbert Stuart und Loammi Baldwin, Jr., ein bekannter Ingenieur, angehörten, die als das Entwurfsteam des Monumentes gelten. Die Bauarbeiten unter der Leitung des Architekten Solomon Willard begannen 1827, wurden jedoch wegen Geldmangels mehrfach aufgehalten. Das heute existierende Monument wurde 1842 fertiggestellt und am 17. Juni 1843 mit einem großen Staatsakt eröffnet. Das Ausstellungsgebäude wurde im späten 19. Jahrhundert gebaut, um eine Statue von Joseph Warren zu beherbergen.
Interessanterweise steht das Bunker Hill Monument nicht auf dem namensgebenden Bunker Hill, sondern auf dem nahegelegenen Breed’s Hill, wo die meisten Kampfhandlungen stattfanden.
Die allererste Eisenbahnstrecke der USA, die Granite Railway, wurde allein zu dem Zwecke gebaut, Granit für den Bau des Obelisken heranzuschaffen und damit den Bau zu beschleunigen.